# Zuzwil (San Gallo)
Zuzwil (toponimo tedesco) è un comune svizzero di 4 812 abitanti del Canton San Gallo, nel distretto di Wil.